# Bussiares
Bussiares és un municipi francès situat al departament de l'Aisne i a la regió dels Alts de França. L'any 2007 tenia 113 habitants.

## Demografia

### Població
El 2007 la població de fet de Bussiares era de 113 persones. Hi havia 42 famílies de les quals 8 eren unipersonals (8 homes vivint sols), 17 parelles sense fills i 17 parelles amb fills.
La població ha evolucionat segons el següent gràfic:
Habitants censats

### Habitatges
El 2007 hi havia 57 habitatges, 46 eren l'habitatge principal de la família, 8 eren segones residències i 3 estaven desocupats. Tots els 57 habitatges eren cases. Dels 46 habitatges principals, 29 estaven ocupats pels seus propietaris i 17 estaven llogats i ocupats pels llogaters; 2 tenien dues cambres, 2 en tenien tres, 11 en tenien quatre i 30 en tenien cinc o més. 40 habitatges disposaven pel capbaix d'una plaça de pàrquing. A 19 habitatges hi havia un automòbil i a 24 n'hi havia dos o més.

### Piràmide de població
La piràmide de població per edats i sexe el 2009 era:
| Homes | Edats   | Dones |
| ----- | ------- | ----- |
| 0     | 95 o +  | 0     |
| 0     | 90 a 94 | 0     |
| 4     | 85 a 89 | 0     |
| 0     | 80 a 84 | 0     |
| 0     | 75 a 79 | 0     |
| 8     | 70 a 74 | 0     |
| 0     | 65 a 69 | 4     |
| 8     | 60 a 64 | 4     |
| 4     | 55 a 59 | 4     |
| 4     | 50 a 54 | 0     |
| 4     | 45 a 49 | 0     |
| 0     | 40 a 44 | 0     |
| 8     | 35 a 39 | 0     |
| 4     | 30 a 34 | 8     |
| 0     | 25 a 29 | 4     |
| 0     | 20 a 24 | 0     |
| 4     | 15 a 19 | 0     |
| 4     | 10 a 14 | 0     |
| 4     | 5 a 9   | 0     |
| 8     | 0 a 4   | 4     |

## Economia
El 2007 la població en edat de treballar era de 76 persones, 54 eren actives i 22 eren inactives. De les 54 persones actives 50 estaven ocupades (28 homes i 22 dones) i 4 estaven aturades (4 dones i 4 dones). De les 22 persones inactives 11 estaven jubilades, 5 estaven estudiant i 6 estaven classificades com a «altres inactius».
Activitats econòmiques
Dels 2 establiments que hi havia el 2007, 1 era d'una empresa de serveis i 1 d'una entitat de l'administració pública.
L'únic servei als particulars que hi havia el 2009 era un paleta.

## Poblacions més properes
El següent diagrama mostra les poblacions més properes.